# Ellende in de Borinage
Ellende in de Borinage (Frans: Misère au Borinage) is een Belgische documentairefilm van Henri Storck en Joris Ivens over de grote arbeidersstakingen van 1932 in de Borinage. De film bleef in België en Nederland lange tijd verboden vanwege de politieke boodschap.

## Beschrijving
De zwart-witfilm, geëdit door Helen van Dongen, werd opgenomen tijdens de grote depressie en start met een filmkaart met de tekst Wereldcrisis van het kapitalisme. Fabrieken liggen stil, verlaten. Miljoenen proletariërs hebben honger. Delen van de film waarin confrontaties tussen demonstrerende stakers en politie heropgevoerd werden moesten stiekem gedraaid worden. Het wordt beschouwd als een klassieker in de politieke cinema en wordt beschreven als een van de belangrijkste referenties in het documentaire genre.

## Trivia
In de film werden belangrijke scènes nagespeeld. Zo werd er een demonstratie georganiseerd, waarbij een tiental mensen achter een groot portret van Karl Marx door de straten trok. Al gauw werd de stoet aangevuld door talloze dorpelingen die meenden dat het hier om een echte manifestatie ging. Toen de politie hier lucht van kreeg trok ze het zwaard en sloeg de optocht uit elkaar. Zo kreeg Ivens toch nog zijn waarheidsgetrouwe beelden.